# Иван Иванович Молодой
Ива́н Ива́нович Молодо́й (15 февраля 1458 — 7 марта 1490) — удельный князь Тверской, сын и наследник великого князя Московского Ивана III Васильевича и его первой жены Марии Борисовны, дочери великого князя тверского Бориса Александровича и сестры правящего в Твери Михаила Борисовича. Как племянник Михаила Борисовича, у которого не было сыновей, претендовал на наследование Великого княжества Тверского.

## Биография
Родился 15 февраля 1458 года. Небесным покровителем княжича стал Иоанн Предтеча — по случаю его рождения отец возвёл каменную церковь Иоанна Предтечи «на Бору».
В 1468 году сопровождал Ивана III в походах на Казанское ханство.
С 1477 года — соправитель отца (Г. В. Вернадский указывает 1470 год). Монеты того времени чеканились с именами обоих московских правителей.
В 1472 и 1477 годах во время похода отца на Великий Новгород управлял («ведал») Москвой.
Вместе с дядей Андреем Васильевичем Меньшим был одним из руководителей русского войска во время «Стояния на реке Угре» в 1480 году.
В 1483 году Иван Молодой женился на дочери молдавского господаря Стефана III Великого Елене, прозванной на Руси «Волошанкой», что способствовало укреплению военно-политического союза с Молдавским княжеством. В том же году родился их сын Дмитрий Иванович Внук.
Иван Иванович вместе с отцом ходил в поход на Тверь и после её присоединения к Москве в 1485 году, после изгнания его дяди по матери Михаила Борисовича, искавшего союза с поляками, стал князем Тверским. В честь княжения Ивана Молодого в Твери была выпущена монета, изображавшая его рубящим хвост змеи, олицетворявшей предательство Михаила Борисовича.
В 1490 году князь заболел «ломотой в ногах». Из Венеции был вызван лекарь Леби Жидовин, но и он не смог определить причины болезни, от которой Иван Молодой скончался 7 марта 1490 года. Врач был казнён по приказу Ивана III за неудачное лечение. Существует гипотеза об отравлении Ивана Молодого слугами Софьи Палеолог, однако она не подтверждена документально.

Единственный выживший сын Ивана Молодого, Дмитрий Иванович Внук, был венчан на царство дедом Иваном III в 1498 году, но в 1502 году впал в опалу и умер в 1509 году в заключении, уже в правление своего дяди Василия III.

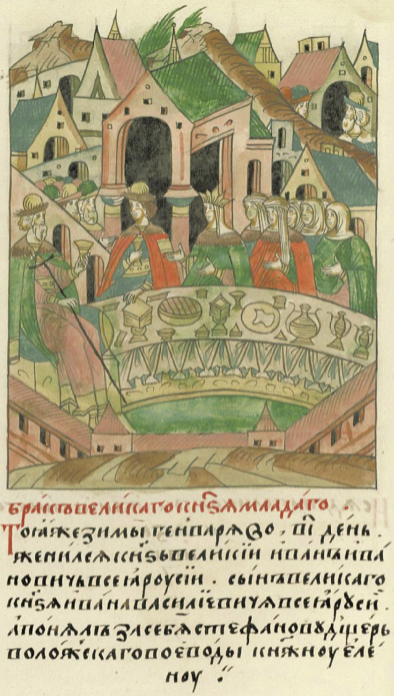
Женитьба Ивана Молодого на Елене Стефановне
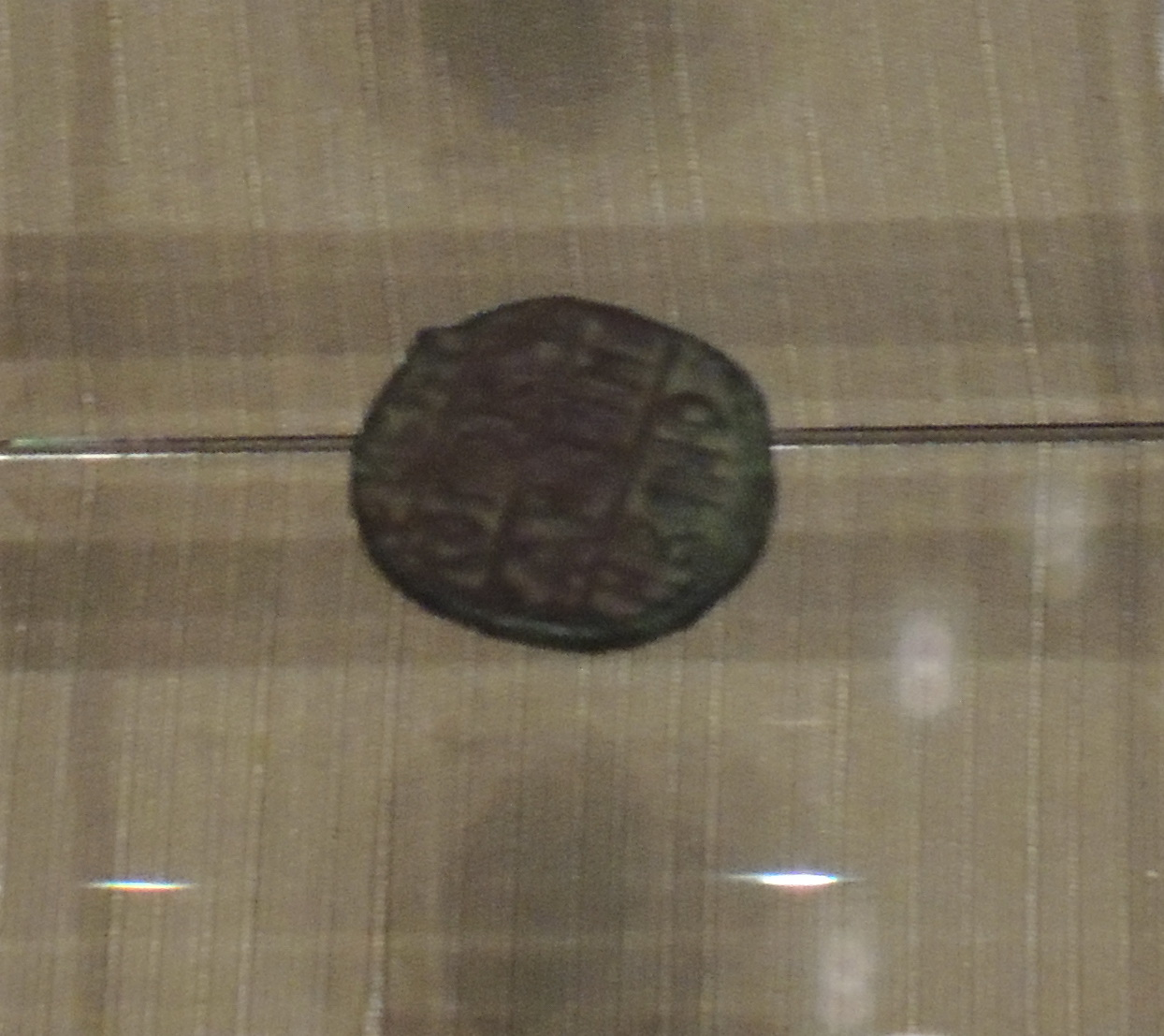
Пуло, Тверь, 1485-90. На обороте медного пуло прочеканено имя старшего сына Ивана III как «Великий князь Иван Иванович».

### Семья
- Жена — с 1483 года Елена Стефановна (Волошанка), дочь господаря молдавского Стефана Великого, троюродная сестра.
- Дети:
  - Дмитрий Иванович Внук (10 октября 1483 — 14 февраля 1509)
  - Иван Иванович (15 февраля 1485[5] — ?), умер во младенчестве

## Киновоплощения
- Телесериал «София» — Илья Ильиных

### Комментарии
1. ↑  «В 1485 г. наследник престола был пожалован великим княжением в Твери, хотя после лета 1489 г. он прав на Тверь лишился»[2].
2. ↑  «Мистро Леон», согласно А. А. Зимину[2].
3. ↑  Как отмечал А. А. Зимин, «В литературе высказываются догадки, что наследник престола пал жертвой династической борьбы. Что-нибудь определённое на этот счёт сказать трудно»[2].